# Законы об оружии в Австралии
Законы об оружии в Австралии на протяжении многих лет были предметом многочисленных дебатов и споров. Хотя огнестрельное оружие играло важную роль в истории Австралии, начиная с первых лет европейского заселения и до наших дней, в стране растет понимание необходимости контроля над оружием. В последние десятилетия, после нескольких громких убийств, федеральное правительство согласовало более ограничительное законодательство об огнестрельном оружии с правительствами всех штатов, что привело к согласованию законов об огнестрельном оружии в 1996 году в рамках Национального соглашения об огнестрельном оружии. В рамках этого соглашения были введены строгие требования к лицензированию и регистрации, а также два финансируемых федеральным правительством выкупа и добровольной сдачи оружия и оружейные амнистии правительств штатов до и после бойни в Порт-Артуре. В результате было собрано и уничтожено более миллиона единиц огнестрельного оружия, возможно, треть национального запаса. Сегодня, чтобы иметь или использовать огнестрельное оружие, человек должен иметь лицензию на огнестрельное оружие, а владельцы лицензии должны продемонстрировать "истинную причину" (которая не включает самооборону) для обладания лицензией на огнестрельное оружие, а также не быть "запрещенным лицом". Все огнестрельное оружие должно быть зарегистрировано по серийному номеру на владельца, который также должен иметь лицензию на огнестрельное оружие.

## История

### Ранняя история от европейского поселения до Австралии
Историю огнестрельного оружия в Австралии можно проследить до прибытия Первого флота в 1788 году. Хотя огнестрельное оружие использовалось мореплавателями, посещавшими Австралию до заселения, Первый флот привез огнестрельное оружие, которое оказало долгосрочное влияние на развитие австралийского оружейного законодательства.
Изначально колония Новый Южный Уэльс была каторжным поселением, а военный гарнизон был вооружен. Огнестрельное оружие также использовалось для охоты, защиты людей и посевов, в преступности и борьбе с преступностью, а также во многих военных столкновениях. Начиная с высадки Первого флота, возникали конфликты с аборигенами из-за дичи, доступа к огороженным землям и отстрела скота. Исследователи и поселенцы использовали огнестрельное оружие, чтобы стрелять в аборигенов, часто без провокаций. Это привело к серии локальных конфликтов, известных как Австралийские пограничные войны.
В первые годы существования колонии огнестрельное оружие выдавалось каторжникам для охоты на мясо, а поселенцам - для охоты и защиты. Однако это огнестрельное оружие часто воровали и использовали не по назначению, что привело к необходимости ужесточения контроля. В январе 1796 года полковник Дэвид Коллинз писал, что "было предпринято несколько попыток выяснить количество оружия, находящегося во владении отдельных лиц, поскольку опасались, что многие из них находятся в руках тех, кто совершает грабежи; корона напомнила, что из двух-трех сотен единиц оружия, принадлежавших короне, было учтено не более 50".
Когда европейско-австралийские колонисты начали расширять свои территории и сталкиваться с сопротивлением коренного населения Австралии, огнестрельное оружие стало необходимым инструментом защиты и завоевания. Помимо конфликтов с аборигенами, огнестрельное оружие также использовалось в конфликтах с разбойниками и вооруженных восстаниях, таких как восстание каторжников в Касл-Хилл в 1804 году и восстание в Эврике в 1854 году.
Восстание в Эврике стало поворотным моментом в истории Австралии, оказавшим значительное влияние на развитие австралийского оружейного законодательства. 3 декабря 1854 года группа золотодобытчиков на прииске Эврика на золотых приисках Балларата устроила вооруженное восстание против колониального правительства. Шахтеры, которые были преимущественно европейскими иммигрантами, протестовали против деспотичной системы лицензирования и несправедливого отношения властей к шахтерам.
Восстание в конце концов было подавлено правительственными войсками, но не раньше, чем было убито около 30 человек, в том числе несколько полицейских. Восстание в Эврике оказало глубокое влияние на развитие австралийской демократии и вызвало национальные дебаты о праве на ношение оружия.
После восстания в Эврике колониальное правительство приняло более строгие законы об оружии, чтобы предотвратить будущие восстания. Закон о регулировании огнестрельного оружия 1858 года требовал регистрации всего огнестрельного оружия и предусматривал наказание за ношение незарегистрированного оружия. Это был первый случай введения регистрации оружия в Австралии.

### События 20 века
На протяжении всего 20-го века законы об оружии в Австралии оставались прерогативой каждого штата. Однако в законодательстве и правилах произошли некоторые изменения, которые повлияли на владение и использование огнестрельного оружия по всей стране.
После Второй мировой войны ручное огнестрельное оружие было фактически запрещено в Новый Южный Уэльс, но Олимпийские игры 1956 года в Мельбурне вызвали новый интерес к стрельбе из пистолета. В результате законы были изменены, чтобы позволить этому виду спорта развиваться.
В некоторых юрисдикциях на граждан могут распространяться запреты на огнестрельное оружие (FPO), которые дают полиции дополнительные полномочия на обыск и допрос граждан на предмет наличия огнестрельного оружия или боеприпасов без ордера. В Новом Южном Уэльсе FPO действуют с 1973 года и также используются в Виктории.
В октябре 2016 года, по оценкам, в Австралии насчитывалось 260 000 незарегистрированных единиц оружия, 250 000 единиц длинноствольного оружия и 10 000 единиц ручного оружия, большинство из которых находилось в руках организованных преступных групп и других преступников. В то же время в Австралии насчитывалось 3 миллиона зарегистрированных единиц огнестрельного оружия. В марте 2017 года в Новом Южном Уэльсе было зарегистрировано 915 000 единиц огнестрельного оружия, в АСТ - 18 967, в Южная Австралия - 298 851, а в Тасмании - 126 910. Остальные юрисдикции не обнародовали эту информацию.
В 1996 году в Австралии произошла впечатляющая массовая стрельба в Порт-Артуре, Тасмания, в результате которой 35 человек погибли и 23 были ранены. В ответ на это федеральное правительство во главе с премьер-министром Джоном Говардом приняло Национальное соглашение об огнестрельном оружии (NFA), которое включало запрет на полуавтоматические винтовки и дробовики, более строгие требования к лицензированию и регистрации, а также программу обязательного выкупа запрещенного огнестрельного оружия. В результате было сдано и уничтожено более 650 000 единиц огнестрельного оружия.
После введения NFA количество огнестрельного оружия в Австралии увеличилось, и в 2015 году в Австралии было больше частного огнестрельного оружия, чем до бойни в Порт-Артуре. Однако доля домохозяйств, имеющих огнестрельное оружие, сократилась на 75% с 1988 года. Некоторый рост количества огнестрельного оружия может быть связан с увеличением добычи мяса кенгуру в дикой природе.
В последние годы в восьми юрисдикциях Австралии наблюдается постепенный переход полицейских к обычному ношению огнестрельного оружия при исполнении служебных обязанностей. В 1970-х годах нормой для полицейских было ношение дубинки, а огнестрельное оружие носили только полицейские НЮУ. С тех пор полицейские получили разрешение на ношение огнестрельного оружия в закрытом виде, а с недавнего времени - и на ношение огнестрельного оружия в открытом виде. Этот переход произошел без общественных дебатов или надлежащей оценки уязвимости сотрудников полиции, но с молчаливого согласия общественности.

### Ключевые инциденты и законодательные изменения в 21 веке
В течение нескольких лет законы о контроле над оружием были важным вопросом в Австралии, и несколько событий привели к значительным изменениям в оружейном законодательстве страны. Резня в Порт-Артуре в 1996 году, в результате которой погибли 35 человек и 23 были ранены, привела к принятию Национального соглашения об огнестрельном оружии (NFA), которое включало запрет на все полуавтоматические винтовки и все полуавтоматические и помповые ружья. Правительство Говарда провело серию публичных встреч, чтобы объяснить предлагаемые изменения, и многие владельцы огнестрельного оружия критически отнеслись к предложениям правительства. Стрельба в университете Монаша в 2002 году привела к принятию Национального соглашения о контроле за огнестрельным оружием (2002), которое внесло дальнейшие изменения в законодательство, включая ограничение емкости магазина в 10 патронов и новые требования к испытательному сроку и посещаемости стрелков. Кризис с заложниками в Сиднее в 2014 году привел к принятию новых мер по сокращению нелегального огнестрельного оружия в Новом Южном Уэльсе. Наконец, ввоз в страну в 2015 году ружья Adler A110 с рычажным механизмом привел к спорам и запрету на ввоз ружей A110 с емкостью магазина более пяти патронов.

### Оружейные амнистии
Амнистия оружия стала важной частью мер по контролю за оружием в Австралии после бойни в Порт-Артуре в 1996 году. Всего в Австралии было проведено 28 амнистий в штатах и территориях, а первая национальная амнистия и схема "выкупа" проводились с октября 1996 года по сентябрь 1997 года. Эта национальная амнистия была частью Национального соглашения по огнестрельному оружию, целью которого было изъятие из оборота почти 650 000 единиц огнестрельного оружия в Австралии.
После успеха национальной амнистии 1996 года в 2003 году была проведена шестимесячная национальная акция по выкупу ручного огнестрельного оружия, которая была частью Национального соглашения по контролю за ручным огнестрельным оружием 2002 года. В результате было сдано 68 727 единиц ручного огнестрельного оружия по всей стране.
В Новом Южном Уэльсе было проведено три амнистии оружия - в 2001, 2003 и 2009 годах. В ходе первых двух амнистий было сдано 63 000 единиц оружия, а во время третьей амнистии было сдано более 4 323 единиц оружия. В ходе третьей амнистии в Регистр огнестрельного оружия поступило 21 615 регистраций огнестрельного оружия, а все сданное огнестрельное оружие было уничтожено.
В 2017 году национальная амнистия огнестрельного оружия проводилась с июля по сентябрь. Амнистия была одобрена Рабочей группой по политике в области огнестрельного оружия и вооружений с целью сокращения количества незарегистрированного огнестрельного оружия в Австралии после осады кафе Lindt в 2014 году и расстрела в 2015 году безоружного полицейского гражданского финансового работника в Парраматте. Это была первая национальная амнистия со времен бойни в Порт-Артуре в 1996 году. В ходе амнистии 2017 года было сдано 51 000 единиц незарегистрированного огнестрельного оружия, что позволило снизить предыдущую оценку в 260 000 единиц незарегистрированного оружия в Австралии.
По состоянию на 2017 год в Австралии в частных руках находилось примерно 3 158 795 единиц огнестрельного оружия, из которых 414 205 были незарегистрированными. Это составляет 14,5 единиц огнестрельного оружия на 100 человек. Федеральное правительство ввело постоянную амнистию оружия в июле 2021 года, которая позволит частным лицам сдавать свое огнестрельное оружие в любое время, не опасаясь судебного преследования. Цель этой постоянной амнистии - сократить количество незарегистрированного огнестрельного оружия в Австралии и повысить общественную безопасность.

## Категории огнестрельного оружия
В Австралии огнестрельное оружие подразделяется на различные категории, каждая из которых имеет различный уровень контроля и регулирования. Национальное соглашение об огнестрельном оружии устанавливает правила для этих категорий, которые включают в себя огнестрельные винтовки, дробовики и пневматические винтовки в следующих категориях:

### Категория А
К огнестрельному оружию категории А относятся пневматические винтовки, ружья, дробовики и пейнтбольные ружья. Владельцами этого оружия могут быть лица, у которых есть реальная причина для владения им, например, для спортивной стрельбы, борьбы с вредителями или охоты.
Владельцы огнестрельного оружия категории А обязаны иметь действующую лицензию на огнестрельное оружие, зарегистрировать его и хранить в запертом шкафу или сейфе.

### Категория B
К огнестрельному оружию категории B относятся винтовки с центральным стволом, комбинации дробовика с винтовкой и некоторые пневматические винтовки. (Это оружие считается оружием более высокого риска, чем оружие категории А, и может принадлежать лицам, имеющим на то веские причины, такие как спортивная стрельба, охота или профессиональные цели.
Владельцы огнестрельного оружия категории B должны иметь реальные основания для владения им, пройти курс безопасности, иметь действующую лицензию на огнестрельное оружие, зарегистрировать свое оружие и хранить его в запертом шкафу или сейфе.

### Категория C
К огнестрельному оружию категории С относятся самозарядные винтовки центрального боя, помповые ружья и самозарядные ружья с емкостью магазина пять или менее патронов. Это огнестрельное оружие считается оружием более высокого риска, чем оружие категории В, и им могут владеть лица, у которых есть серьезные причины, например, спортивная стрельба или профессиональные цели.
Владельцы огнестрельного оружия категории С должны иметь реальные основания для владения им, пройти курс безопасности, иметь действующую лицензию на огнестрельное оружие, зарегистрировать свое оружие и хранить его в запертом шкафу или сейфе.

### Категория D
Огнестрельное оружие категории D считается оружием наивысшего риска и включает в себя самозарядные винтовки с центральным расположением стволов, внешне похожие на боевое оружие, самозарядные ружья с емкостью магазина более пяти патронов и помповые ружья с емкостью магазина более пяти патронов. Эти виды огнестрельного оружия, как правило, запрещены к гражданскому владению, за исключением особых случаев, таких как государственное использование или определенные спортивные мероприятия.
Владельцы огнестрельного оружия категории D должны иметь реальные основания для владения им, пройти курс безопасности, иметь действующую лицензию на огнестрельное оружие, зарегистрировать свое оружие и хранить его в запертом шкафу или сейфе.

### Категория H
Огнестрельное оружие категории H - это ручное огнестрельное оружие, которое, как правило, запрещено к гражданскому владению, за исключением особых случаев, таких как стрельба по мишеням или по профессиональным причинам.
Владельцы огнестрельного оружия категории H должны иметь реальные основания для владения им, пройти курс безопасности, иметь действующую лицензию на огнестрельное оружие, зарегистрировать оружие и хранить его в запертом шкафу или сейфе. Ручное оружие, разрешенное для стрельбы по мишеням, делится на четыре класса в зависимости от калибра и имеет определенные ограничения, включая максимальную емкость магазина.

### Категория R/E
Огнестрельное оружие категории R/E относится к оружию ограниченного поражения и включает в себя оружие военного образца, такое как пулеметы, ракетные установки и противотанковые ружья. Это оружие, как правило, запрещено к гражданскому владению, за исключением особых случаев, таких как государственное использование или определенные спортивные мероприятия.
Владельцы огнестрельного оружия категории R/E должны иметь реальную причину для владения им, пройти курс безопасности, иметь действующую лицензию на огнестрельное оружие, зарегистрировать свое оружие и хранить его в запертом шкафу или сейфе. 

## Получение лицензии на огнестрельное оружие
В Австралии лицензии на огнестрельное оружие выдаются штатами для определенных законных целей, таких как охота, спортивная стрельба, борьба с вредителями, коллекционирование, а также для фермеров и сельскохозяйственных рабочих. Для получения полной лицензии на огнестрельное оружие гражданам должно быть не менее 18 лет, а в штатах Виктория и Новый Южный Уэльс выдаются юношеские лицензии для 12-летних, позволяющие им использовать огнестрельное оружие для обучения или участия в соревнованиях.
Лицензии на огнестрельное оружие необходимо продлевать каждые 3 или 5 лет в зависимости от штата, за исключением Северной территории, Южной Австралии и Квинсленд, где они действительны в течение 10 лет. Кроме того, лицензии запрещены для осужденных преступников и лиц, страдающих психическими заболеваниями.
В мае 2018 года в штате Виктория были введены приказы о запрете огнестрельного оружия, призванные снизить уровень преступности, связанной с огнестрельным оружием, путем преследования тех, кто владеет, использует или носит огнестрельное оружие в незаконных целях. Лица, получившие такой приказ, должны немедленно сдать любое огнестрельное оружие или предметы, связанные с огнестрельным оружием, находящиеся в их распоряжении, а их лицензия на огнестрельное оружие аннулируется.
Лица или компании, занимающиеся покупкой, продажей или торговлей огнестрельным оружием или боеприпасами, должны получить лицензию торговца огнестрельным оружием, а ремонтники огнестрельного оружия должны иметь лицензию ремонтника огнестрельного оружия. Эти лицензии должны ежегодно продлеваться.

## Законы и политика на национальном уровне и уровне штатов
Национальное соглашение об огнестрельном оружии (NFA) 1996 года считается знаковым законодательным актом, сформировавшим современное австралийское законодательство об огнестрельном оружии. Соглашение стало ответом на резню в Порт-Артуре, произошедшую в Тасмании в 1996 году, когда 35 человек были убиты и 23 ранены. Этот инцидент привел к общенациональным дебатам о контроле над оружием и необходимости принятия более строгих законов, регулирующих владение, хранение и использование огнестрельного оружия.
NFA было направлено на стандартизацию законов об оружии во всех австралийских штатах и территориях, где ранее действовали различные законы и правила, регулирующие огнестрельное оружие. Соглашение запретило владение и использование полуавтоматического и автоматического огнестрельного оружия, включая штурмовые винтовки и помповые ружья. NFA также ввел обязательную регистрацию, лицензирование и проверку биографических данных для всех владельцев оружия, а также строгие требования к хранению и транспортировке.
В дополнение к NFA правительство Австралии также приняло два других национальных соглашения, направленных на дальнейшее усиление мер по контролю за оружием. Национальное соглашение о политике в области незаконного оборота огнестрельного оружия и Национальное соглашение о контроле за ручным огнестрельным оружием были приняты в 2002 году для борьбы с незаконным ввозом, производством и распространением огнестрельного оружия.
Согласно австралийскому законодательству, право собственности, владения и использования огнестрельного оружия регулируется законами штатов и территорий. В каждом штате и территории действует свой Закон об огнестрельном оружии и соответствующие нормативные акты, определяющие требования для получения лицензии на огнестрельное оружие, виды огнестрельного оружия, которым можно владеть, и условия его использования. На федеральном уровне на ввоз огнестрельного оружия наложены строгие ограничения в соответствии с Таможенными правилами (запрещенный импорт) 1956 года. Огнестрельное оружие классифицируется как запрещенное к ввозу, если оно не отвечает определенным критериям, например, предназначено для спортивных целей или для использования правоохранительными органами.
NFA, наряду с другими национальными соглашениями и законами штатов и территорий, по мнению некоторых, успешно снижает смертность от огнестрельного оружия и способствует ответственному владению огнестрельным оружием в Австралии.

## Влияние на оружейную политику

### Правительство
Федеральное правительство Австралии сыграло значительную роль в разработке строгих законов страны об оружии. До бойни в Порт-Артуре в 1996 году федеральное правительство практически не занималось вопросами законодательства об огнестрельном оружии, и большая часть законов находилась в ведении отдельных штатов. Однако после этой трагедии правительство Говарда во главе с премьер-министром Джоном Говардом заняло твердую позицию в пользу контроля над оружием, получив широкую поддержку СМИ и общественности.
В ответ на массовое убийство федеральное правительство ввело единые законы об оружии, работая совместно со всеми штатами, чтобы добиться этих изменений, используя угрозы в отношении механизмов финансирования Содружества. Премьер-министр Говард часто ссылался на Соединенные Штаты, чтобы объяснить свое неприятие владения и использования гражданского огнестрельного оружия в Австралии, заявляя, что он не хочет, чтобы Австралия пошла "по американскому пути". Он увидел возможность воспользоваться моментом и подумать о коренном изменении оружейного законодательства в стране.
Говард выразил свое желание ввести ограничительные законы об оружии задолго до того, как стал премьер-министром. В своей автобиографии Говард подтвердил свою позицию в поддержку борьбы с оружием, заявив, что его не восхищает "рабская любовь Америки к оружию". Национальное соглашение об огнестрельном оружии, введенное после бойни в Порт-Артуре, постоянно поддерживалось как лейбористским, так и коалиционным правительствами.
В последние годы федеральное правительство продолжает занимать жесткую позицию в отношении контроля над оружием. В марте 2018 года полицию штата Виктория планировалось вооружить полуавтоматическими винтовками военного образца для борьбы с терроризмом и ростом преступлений, связанных с применением огнестрельного оружия, что свидетельствует о неизменной приверженности делу предотвращения насилия с применением оружия. В целом, влияние федерального правительства на политику в отношении оружия в Австралии было значительным и привело к принятию одних из самых всеобъемлющих законов об оружии в мире.

### Организации, выступающие за оружие и контроль над оружием.
Стрелковые клубы существуют в Австралии с середины 19 века, и их основная цель - защита жизнеспособности охоты, коллекционирования и целевой стрельбы. Прооружейные организации Австралии утверждают, что политики, СМИ и антиоружейные активисты часто делают их козлами отпущения за действия преступников, которые, как правило, используют незаконное огнестрельное оружие. Они утверждают, что существует мало доказательств того, что усиление ограничений на огнестрельное оружие повысило общественную безопасность, несмотря на высокие затраты и серьезные нормативные барьеры, наложенные на стрелков в Австралии.
Крупнейшей организацией владельцев огнестрельного оружия в Австралии является Ассоциация спортивных стрелков Австралии (SSAA), которая была создана в 1948 году и по состоянию на 2015 год насчитывает более 175 000 членов. Отделения SSAA в штатах лоббируют местные вопросы, а Национальная SSAA занимается федеральным законодательством и международными вопросами. Национальная ассоциация SSAA имеет статус НПО в Организации Объединенных Наций и является членом-учредителем Всемирного форума по вопросам будущего спортивной стрельбы (WFSA). В ней работает несколько человек, занимающихся исследованиями и лоббированием, а в 2008 году журналист и медиа-менеджер Тим Баннистер был назначен лоббистом в федеральном парламенте. ВФСА утверждает, что ограничения на контроль за оружием в 1987, 1996 и 2002 годах никак не повлияли на уже сложившиеся тенденции.
Еще одна значительная прооружейная организация в Австралии - Фонд стрелковой индустрии Австралии (SIFA), созданный в 2014 году. Членами его совета являются директора пяти крупнейших австралийских импортеров/поставщиков огнестрельного оружия. Во время выборов в штате Квинсленд в 2017 году SIFA внесла вклад в политическую кампанию под названием "Flick 'em", направленную на отвлечение голосов основных партий и избрание "подвешенного" правительства, выступающего за смягчение закона об оружии. SIFA также внесла значительный вклад в кампанию "Not.Happy.Dan" против действующего премьера штата Виктория Дэниела Эндрюса во время выборов в штате Виктория в 2018 году.
Что касается ручного огнестрельного оружия, то одной из основных организаций в Австралии является Pistol Australia, а также несколько других национальных организаций, таких как Field and Game Australia, National Rifle Association of Australia, IPSC Australia Inc, Australian Clay Target Association и Target Rifle Australia. Эти национальные организации вместе со своими коллегами из штатов занимаются целым рядом спортивных и политических вопросов, начиная от соревнований олимпийского типа и заканчивая природоохранной деятельностью.
С другой стороны, Национальная коалиция за контроль над оружием (NCGC) занимала видное место в общественных дебатах до и сразу после бойни в Порт-Артуре. В 1996 году NCGC получила награду Австралийской комиссии по правам человека и равным возможностям в номинации "Общественные права человека". В 2003 году Саманта Ли, председатель NCGC, получила стипендию Черчилля для публикации статьи, в которой утверждалось, что действующее законодательство о ручном огнестрельном оружии слишком мягкое, что у полицейских, занимающихся стрельбой, есть конфликт интересов, и что лицензированное частное владение огнестрельным оружием само по себе представляет угрозу для женщин и детей. В пресс-релизе, опубликованном в конце 2005 года, Роланд Браун, сопредседатель NCGC, выступил за дальнейшие ограничения на ручное огнестрельное оружие.
26 августа 2013 года NCGC была включена в состав Gun Control Australia (GCA) в Новом Южном Уэльсе в качестве ассоциации, выступающей за ужесточение законов об оружии. Организация финансируется за счет общественных пожертвований и не связана ни с одной политической партией. Ее председателем является Саманта Ли, а вице-президентом - Роланд Браун. И Саманта Ли, и Роланд Браун - юристы, которые более десяти лет добровольно занимаются вопросами контроля над оружием.

## Влияние законов об оружии
Австралийские законы об огнестрельном оружии стали предметом многочисленных дебатов с момента их введения в 1996 году. В то время как некоторые исследования показывают, что законы оказались эффективными в плане сокращения массовых расстрелов, самоубийств с применением огнестрельного оружия и вооруженных преступлений, другие считают, что законы не оказали значительного влияния.
Несмотря на это, опросы постоянно показывают сильную поддержку законодательства об оружии в Австралии: от 85 до 90% людей хотят такого же или большего уровня ограничений. Однако, по оценкам, в стране может находиться около 260 000 единиц незарегистрированного или запрещенного огнестрельного оружия, включая штурмовые винтовки.
В период с 1991 по 2001 год количество смертей, связанных с огнестрельным оружием, в Австралии сократилось на 47%. На самоубийства, совершенные с использованием огнестрельного оружия, пришлось 77% этих смертей, далее следуют убийства с использованием огнестрельного оружия (15%), несчастные случаи с использованием огнестрельного оружия (5%), смерти от огнестрельного оружия в результате юридического вмешательства и неопределенные смерти (2%).
Количество самоубийств с использованием огнестрельного оружия последовательно снижалось с 1991 по 1998 год, через два года после введения регулирования огнестрельного оружия в 1996 году. За десять лет число самоубийств с использованием огнестрельного оружия сократилось более чем в два раза - с 389 смертей в 1995 году до 147 смертей в 2005 году. Однако за тот же период количество самоубийств через повешение увеличилось более чем на 52%, с 699 в 1995 году до 1068 в 2005 году.
Количество краж оружия также значительно снизилось: с 4 195 в год в среднем с 1994 по 2000 год до 1 526 в 2006-2007 годах. В то время как длинноствольное оружие чаще похищается при квартирных кражах, лишь в немногих домах есть ручное оружие, и значительная часть похищенного ручного оружия похищается в охранных фирмах и других предприятиях. Только небольшая часть, 0,06% лицензированного огнестрельного оружия, похищается в данном году, и небольшая часть этого оружия, как сообщается, возвращается. Около 3% этого украденного оружия впоследствии связывают с реальным преступлением или находят во владении лица, обвиняемого в серьезном преступлении.
По состоянию на 2011 и 2012 годы пистолеты и полуавтоматические пистолеты продавались на черном рынке за десять-двадцать тысяч долларов, что свидетельствует о том, что нелегальное огнестрельное оружие остается серьезной проблемой в Австралии. Однако общие тенденции свидетельствуют о том, что законы об оружии оказали положительное влияние на снижение смертности от огнестрельного оружия, особенно самоубийств.

### Исследования
Были проведены исследования о влиянии законов об оружии в Австралии. В 1981 году Ричард Хардинг утверждал, что модели самоубийств не являются причиной для ограничения или регулирования частного владения огнестрельным оружием, ссылаясь на международный анализ 20 развитых стран, согласно которому культурные факторы влияют на уровень самоубийств больше, чем наличие и использование огнестрельного оружия. Однако в 1985 году он поддержал законы об ограничении владения оружием в Новом Южном Уэльсе. В 1997 году Австралийский институт криминологии был назначен для мониторинга последствий выкупа оружия. Был опубликован ряд работ о владении оружием и преступности с применением оружия. В 2002 году Институт изучил уровень краж огнестрельного оружия после введения правил и обнаружил, что надежно хранящееся огнестрельное оружие менее подвержено кражам. В 2003 году исследователи из Центра изучения несчастных случаев при Университете Монаша пришли к выводу, что благодаря жесткой реформе регулирования произошло резкое снижение числа смертей от огнестрельного оружия и особенно самоубийств. В исследовании, проведенном в 2006 году в соавторстве с Саймоном Чепменом, делается вывод о том, что после реформы законодательства об оружии 1996 года в Австралии более десяти лет не происходило массовых расстрелов со смертельным исходом и наблюдалось ускоренное снижение смертности от огнестрельного оружия, особенно самоубийств. В исследовании 2010 года Кристин Нилл и Эндрю Лей обнаружили, что схема выкупа оружия 1997 года сократила количество самоубийств с применением огнестрельного оружия на 74%, не оказав при этом никакого влияния на количество самоубийств без применения огнестрельного оружия или на замену способа. В целом, исследования дают различные результаты и сосредоточены на разных методологиях и областях интересов.